# 알바노라치알레
알바노라치알레(이탈리아어: Albano Laziale)는 이탈리아 라치오주 로마현에 위치한 코무네다. 로마의 교외지역이며 25km 거리에 있다.
알바노(Albano)라는 명칭으로도 알려져 있다.

## 자매 도시
- 비아워가르트
- 코샬린
- 알리투스
- 사벨리

## 같이 보기
- 로마의 역사